# 2046
2046 (ММXLVI) e обикновена година, започваща в понеделник според григорианския календар. Тя е 2046-ата година от новата ера, четиридесет и шестата от третото хилядолетие и седмата от 2040-те.